# 魯夸湖克奈魚
魯夸湖克奈魚為輻鰭魚綱鼠鱚目尼羅魚科的其中一種，分布於非洲魯夸湖流域，體長可達6.2公分，棲息在靜止的湖泊或流動緩慢的小溪，屬雜食性，可做為食用魚。